# تركش سفلي
تركش سفلي هي قرية في مقاطعة بيرانشهر، إيران. يقدر عدد سكانها بـ 531 نسمة بحسب إحصاء 2016.